# Осінь (фільм, 1990)
Осінь (ест. Sügis) — радянський естонський фільм, знятий за мотивами повістей паунвереського циклу Оскара Лутса, в першу чергу «Будні» і «Осінь». Є завершальним, слідом за фільмами «Весна» і «Літо», фільмом трилогії, що екранізує цикл повістей Оскара Лутса, присвячений життю в парафіяльному центрі Паунвере на південному сході Естонії.

## Сюжет
Тридцяті роки XX століття. Нова зустріч з героями, які тепер уже стали дорослими. На цей раз головним героєм фільму став Георг Адніель Кийр. Інші, як Йоосеп Тоотс з Тееле, Яан Імелік або Тиніссон, живуть на своїх хуторах, спокійним сімейним життям. Кийр, продовжуючи сімейну традицію, займається Кравецьким ремеслом, однак не залишає мрії стати хліборобом, господарем хутора — незважаючи на фіаско, яке він в цьому одного разу вже зазнав, як це показано в попередньому фільмі «Літо». Ось і зараз на його шляху зустрічаються всілякі перешкоди...

## У ролях
- Маргус Льопа — Георг Адніель Кийр
- Ааре Лаанеметс — Йоосеп Тоотс
- Рійна Хейн — Тееле з Райа
- Лійна Тенносаар — Юулі
- Ганні Рееманн — Маале
- Кальуо Кійского — Крістіан Лібле
- Іта Евер — матуся Кийр, вона ж Катаріна-Розалія
- Тину Ойя — Бруно-Бенно-Бернхард, молодший брат Георга-Адніеля Кііра
- Арно Лійвер — Арно Талі
- Айн Лутсепп — Тиніссон
- Рейн Аедма — Яан Імелік
- Тину Алвеус — Леста
- Тину Карк — Ааберкукк
- Тійт Ліллеорг — Кіппель
- Аарне Юкскюль — Паавель
- Марія Кленська — пані Паавель
- Вяйно Лаес — письменник Оскар Лутс
- Андрус Ваарік— булочник
- Яанус Оргулас — власник магазину
- Райво Рюйтель
- Хелені Ваннарі